# 便所隊
便所隊（べんじょたい）は、かつて存在した日本のお笑いコンビ。ブロガー、Vtuberで2000年結成。
13年活動し、芸人としては解散した。

## メンバー
- 便隊長（リリ便所）
- 便副隊長（田辺麗圭）

## 解説
キャッチフレーズは「あんたのケツ拭いてやろうか？便所隊です！」
便所隊の隊員には便隊長リリ便所と便副隊長田辺麗圭の他に同じく小学校の同級生で存在。ゲリP・ポークピッツ鈴木・田辺んジョニー・ロバ＆horse・ちっくんP・デメキンがいる。

## 沿革
2000年8月8日、小学5年生の時にクラスメイトとお笑いコンビ「便所隊」を結成。面白い小学生として『月刊少年マガジン』の実写版4コマ漫画に登場する。
キャラ設定では「出身地はママのマンホール、職業うんちの消防士。目標、宗教づくりと世界征服。座右の銘はトイレの紙はミシン目２つ目まで。性格明るいみんなの人気者。」と綴られている。2013年便所隊隊長であるリリ便所がオリエンタルランドに就職。便所隊副隊長である田辺麗圭が株式会社オフィスKに所属し、ものまね芸人になる。
解散後、リリ便所はゲリPとして田辺麗圭のブログやYouTubeチャンネルにVtuberとして共同している。ゲリPは『ジョッキー本日晴天なりの覚醒したいの!待ったなし!』のハガキ職人としても登場。
便所隊21thブログでは、地上波放送の『まろに☆えーるTV超』で便所隊のWikipediaクイズがあり、R藤本やアイデンティティ等に便所隊について回答されたことを発表した。